# David Forde
David Forde (ur. 20 grudnia 1979) – irlandzki piłkarz grający na pozycji bramkarza.
Seniorską karierę zaczynał w Galway United, następnie był zawodnikiem walijskiego Barry Town F.C. W 2002 został zawodnikiem angielskiego West Ham United, jednak w nie grał w podstawowym składzie i był wypożyczany do słabszych zespołów. W 2004 wrócił do Galway, później grał w północnoirlandzkim Derry City. W latach 2006–2008 grał w Cardiff City, jednak ponownie najczęściej był wypożyczany do innych zespołów. Od 2008 jest graczem Millwall. W maju 2012 został powołany do 23 osobowej kadry na Mistrzostwa Europy w Piłce Nożnej 2012 przez selekcjonera Giovanniego Trapattoniego. W reprezentacji Irlandii zadebiutował 24 maja 2011 w spotkaniu z Irlandią Północną. Został on także powołany na mecze kwalifikacyjne do Mistrzostw Świata 2014. W meczu z Niemcami ustanowił niechlubny rekord wpuszczając 6 bramek; mecz zakończył się wynikiem 6:1.